# Adrian Cioroianu
Adrian Mihai Cioroianu (ur. 5 stycznia 1967 w Krajowie) – rumuński polityk, historyk, publicysta, były senator, w 2007 deputowany do Parlamentu Europejskiego, minister spraw zagranicznych w latach 2007–2008.

## Życiorys
Ukończył w 1993 studia na Wydziale Historii Uniwersytetu Bukareszteńskiego. Kształcił się następnie na Uniwersytecie Laval w Kanadzie, gdzie uzyskał stopień naukowy doktora. Został wykładowcą akademickim na macierzystej uczelni, opublikował kilka książek poświęconych historii Rumunii, w tym czasom komunistycznym. W 1998 został redaktorem czasopisma „Dilema”. Od 2000 do 2004 zajmował się także produkcją programów telewizyjnych dla stacji TVR1, Realitatea TV i Pax TV. W 2012 objął stanowisko dziekana Wydziału Historii Uniwersytetu Bukareszteńskiego.
Zaangażował się w działalność Partii Narodowo-Liberalnej. W latach 2004–2008 zasiadał z jej ramienia w rumuńskim Senacie. Po przystąpieniu Rumunii do Unii Europejskiej 1 marca 2007 objął mandat eurodeputowanego jako przedstawiciel PNL w delegacji krajowej. Został wiceprzewodniczącym grupy Porozumienia Liberałów i Demokratów na rzecz Europy oraz członkiem Komisji Spraw Zagranicznych.
Z PE odszedł 2 kwietnia 2007 w związku z objęciem urzędu ministra spraw zagranicznych w rządzie Călina Popescu-Tăriceanu. Krytykowany w toku sprawowania tej funkcji przez opozycję i krajowe media, podał się do dymisji rok później. Oficjalnym powodem były zarzuty bezczynności dyplomacji w sprawie rumuńskiego aresztanta, który zmarł w areszcie śledczym w Krakowie po proteście głodowym. Później został prowadzącym autorski program o historii Rumunii w TVR2.